# Legacy of Kain: Soul Reaver
Legacy of Kain: Soul Reaver är ett datorspel inom genrerna action och äventyr som utvecklades av Crystal Dynamics och publicerades av Eidos Interactive till Playstation och Windows under 1999 och Dreamcast under 2000.

### Fotnoter
1. ↑  ”Legacy of Kain: Soul Reaver Release Information for PlayStation”. Gamefaqs. https://gamefaqs.gamespot.com/ps/197763-legacy-of-kain-soul-reaver/data. Läst 5 augusti 2018.
2. ↑  ”Legacy of Kain: Soul Reaver Release Information for PC”. Gamefaqs. https://gamefaqs.gamespot.com/pc/142681-legacy-of-kain-soul-reaver/data. Läst 5 augusti 2018.
3. ↑  ”Legacy of Kain: Soul Reaver Release Information for Dreamcast”. Gamefaqs. https://gamefaqs.gamespot.com/dreamcast/197762-legacy-of-kain-soul-reaver/data. Läst 5 augusti 2018.